# 富久縞町
富久縞町（ふくしまちょう）は、愛知県豊橋市の地名。

## 地理
豊橋市北西部に位置する。東は青竹町・高洲町、西は吉前町・神野新田町、南は問屋町・牟呂町、北は前芝町に接する。

### 河川
- 豊川[1]
- 五間川[1]

### 字一覧
- 梅村（うめむら）[WEB 5]
- 茅野（かやの）[WEB 5]
- 北ノ坪（きたのつぼ）[WEB 5]
- 中ノ坪（なかのつぼ）[WEB 5]
- 西ノ坪（にしのつぼ）[WEB 5]
- 東ノ坪（ひがしのつぼ）[WEB 5]
- 平塚（ひらつか）[WEB 5]
- 富久縞（ふくしま）[WEB 5]

## 歴史

### 人口の変遷
国勢調査による人口および世帯数の推移。
| 1995年（平成7年）  | 46世帯 198人 |  |
| 2000年（平成12年） | 56世帯 238人 |  |
| 2005年（平成17年） | 55世帯 243人 |  |
| 2010年（平成22年） | 65世帯 258人 |  |
| 2015年（平成27年） | 67世帯 235人 |  |

### 沿革
- 1932年（昭和7年）‐牟呂吉田村青野の一部により、豊橋市富久縞町が成立[2]。
- 1971年（昭和46年）‐豊橋総合卸売センターが開設される[2]。
- 1981年（昭和56年）‐一部が問屋町となる[2]。

### WEB
1. ↑  “愛知県豊橋市の町丁・字一覧”.   人口統計ラボ. 2023年4月13日閲覧。
2. ↑  総務省統計局 (2017年1月27日). “平成27年国勢調査の調査結果(e-Stat) - 男女別人口及び世帯数 －町丁・字等” (CSV). 2021年7月21日閲覧。
3. ↑  “愛知県豊橋市の郵便番号一覧”.   日本郵便. 2023年4月13日閲覧。
4. ↑  “市外局番の一覧” (PDF).   総務省 (2022年3月1日). 2022年3月22日閲覧。
5. 1 2 3 4 5 6 7 8  “愛知県豊橋市 住所一覧から地図を検索”.   ONE COMPATH. 2023年8月17日閲覧。
6. ↑  総務省統計局 (2014年3月28日). “平成7年国勢調査の調査結果(e-Stat) - 男女別人口及び世帯数 －町丁・字等” (CSV). 2021年7月20日閲覧。
7. ↑  総務省統計局 (2014年5月30日). “平成12年国勢調査の調査結果(e-Stat) - 男女別人口及び世帯数 －町丁・字等” (CSV). 2021年7月20日閲覧。
8. ↑  総務省統計局 (2014年6月27日). “平成17年国勢調査の調査結果(e-Stat) - 男女別人口及び世帯数 －町丁・字等” (CSV). 2021年7月21日閲覧。
9. ↑  総務省統計局 (2012年1月20日). “平成22年国勢調査の調査結果(e-Stat) - 男女別人口及び世帯数 －町丁・字等” (CSV). 2021年7月21日閲覧。
10. ↑  総務省統計局 (2017年1月27日). “平成27年国勢調査の調査結果(e-Stat) - 男女別人口及び世帯数 －町丁・字等” (CSV). 2021年7月21日閲覧。

### 書籍
1. 1 2 3 4  「角川日本地名大辞典」編纂委員会 1989, p. 1795.
2. 1 2 3  「角川日本地名大辞典」編纂委員会 1989, p. 1161.